# Hylaiopus sphinx
Hylaiopus sphinx är en mångfotingart som beskrevs av Karl Wilhelm Verhoeff 1941. Hylaiopus sphinx ingår i släktet Hylaiopus och familjen orangeridubbelfotingar. Inga underarter finns listade i Catalogue of Life.